# Висеец
Висеец (на словенски: Visejec) е село в Словения, регион Югоизточна Словения, община Жужемберк. Според Националната статистическа служба на Република Словения през 2015 г. селото има 87 жители.